# کوترال کو
کوترال کو (به اسپانیایی: Cutral Có) شهری در کشور آرژانتین، ایالت نئوکن است که در سال ۲۰۰۹ میلادی، حدود ۴۵٬۷۶۸ نفر جمعیت داشته است.